# Myzomela kuehni
Papa-mel-de-wetar ou suga-mel-de-wetar (Myzomela kuehni) é uma espécie de ave da família Meliphagidae.
É endémica da Indonésia.
Os seus habitats naturais são: florestas subtropicais ou tropicais húmidas de baixa altitude, matagal húmido tropical ou subtropical e jardins rurais.
Está ameaçada por perda de habitat.